# 澳洲叫姑魚
澳洲叫姑魚為輻鰭魚綱鱸形目鱸亞目石首魚科的其中一種，分布於西南太平洋新幾內亞及澳洲西北部海域，體長可達23公分，棲息在沿海及河口區，可做為食用魚。